# Carl Ludwig Blume

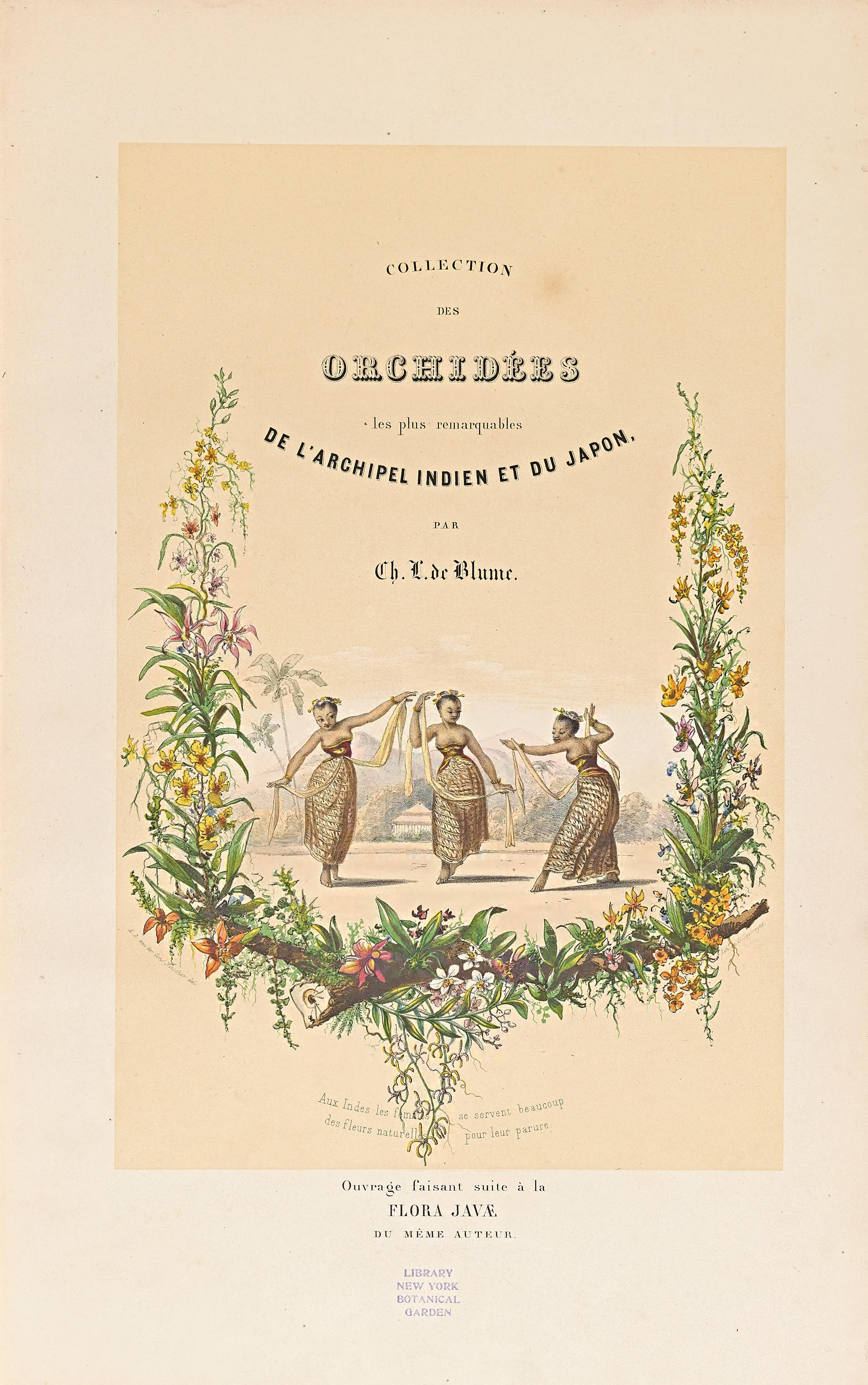
Titelpagina Collection des Orchidées les plus remarquables de l'archipel Indien et du Japon

Carl Ludwig Blume (Braunschweig, 9 juni 1796 – Leiden, 3 februari 1862) was een Duits-Nederlands botanicus. Zijn verdiensten lagen hoofdzakelijk in het onderzoeken en classificeren van de Indonesische flora. Herman Johannes Lam vernoemde het tijdschrift Blumea naar hem. Augustin Pyramus de Candolle vernoemde het plantengeslacht Blumea naar hem.

## Levensloop
Blume werd als zoon van een koopman geboren. Hij studeerde aan de universiteit van Leiden. In 1818 ging hij in opdracht van zijn leraar Sebald Justinus Brugmans als onderzoeker naar Batavia, het hedendaagse Jakarta. Hij woonde tot 1827 op de Soenda-eilanden en verzamelde daar planten. Bij zijn terugkeer bracht hij een herbarium met meer dan 3.000 plantensoorten mee. Van 1823 tot 1826 was hij directeur van 's Lands Plantentuin te Buitenzorg (heden ten dage Kebun Raya Bogor genoemd).
Na zijn terugkeer werd hij tot Ridder in de Orde van de Nederlandse Leeuw benoemd. Blume werd hoogleraar in Leiden en directeur van het Rijksherbarium aldaar.